# Джейред Інгерсол
Джейред Інгерсол (англ. Jared Ingersoll) (24 жовтня 1749—31 жовтня 1822) — американський юрист та політичний діяч.
Джейред Інгерсол народився у Коннектикуті, син британського колоніального чиновника. Закінчив Єльський університет, потім керував батьківськими підприємствами. Разом із батьком переїхав до Філадельфії, де вивчав право. Відвідував усі засідання Філадельфійського конвенту, хоча промовляв рідко. У 1787 підписав проєкт Конституції США від штату Пенсільванія. Після конвенту змінив чимало посад, серед них генерального прокурора штату Пенсильванія і головуючого судді окружного суду в Філадельфії. Балотувався на посаду віцепрезидента, але зазнав поразки. Проте успішно адвокатував і виграв кілька важливих справ у Верховному Суді.